# Bistum Chongli-Xiwanzi
Das Bistum Chongli-Xiwanzi (lat.: Dioecesis Sivanzeanus) ist ein römisch-katholisches Bistum mit Sitz in Chongli in der Volksrepublik China.

## Geschichte
Papst Gregor XVI. gründete mit dem Breve Cum per similes das Apostolische Vikariat Mongolei am 28. August 1840 aus Gebietsabtretungen des Apostolischen Vikariats Liaodong. Den Namen Apostolisches Vikariat Zentralmongolei nahm es am 21. Dezember 1883 an.
Am 14. März 1922 nahm es den Namen Apostolisches Vikariat Chahar und am  3. Dezember 1924 den Namen Apostolisches Vikariat Siwantze an. Mit der Apostolischen Konstitution Quotidie Nos wurde es am 11. April 1946 zum Bistum erhoben. 
1980 hat die chinesische Regierung die Bistümer Xiwanzi und Xuanhua zum Bistum Zhangjiakou vereinigt, das nicht durch den Heiligen Stuhl anerkannt wurde. Der Weihbischof Leo Yao Liang, heimlich im Jahr 2002 zum Priester geweiht, diente als Hilfsmittel der Diözese, war wiederholt verhaftet worden wegen seiner Weigerung, der Chinesischen Katholisch-Patriotischen Vereinigung beizutreten. Er starb am 30. Dezember 2009.
Teile seines Territoriums verlor es zugunsten der Errichtung folgender Bistümer:
- 21. Dezember 1883 an das Apostolisches Vikariat Südwestmongolei;
- 21. Dezember 1883 an das Apostolisches Vikariat Ostmongolei;
- 14. März 1922 an die Mission sui juris Urga;
- 8. Februar 1929 an das Apostolische Vikariat Tsining.

## Ordinarien

### Apostolische Vikare von Mongolei
- Joseph-Martial Mouly CM (23. August 1840 – 28. April 1846, dann Apostolischer Administrator von Peking)
- Florent Daguin CM (17. Juli 1857 – 9. Mai 1859)
- Jacques Bax C.I.C.M. (22. Oktober 1874 – 21. Dezember 1883)

### Apostolische Vikare von Zentralmongolei
- Jacques Bax CICM (21. Dezember 1883 – 4. Januar 1895)
- Jerome Van Aertselaer CICM (1. Mai 1898 – 14. März 1922)

### Apostolische Vikare von Chahar
- Jerome Van Aertselaer CICM (14. März 1922 – 12. Januar 1924)
- Everard ter Laak CICM (12. Januar 1924 – 3. Dezember 1924)

### Apostolische Vikare von Siwantze
- Everard ter Laak CICM (3. Dezember 1924 – 5. Mai 1931)
- Leon Jean Marie De Smedt CICM (14. Dezember 1931 – 11. April 1946)

### Bischöfe von Chongli-Xiwanzi
- Leon Jean Marie De Smedt CICM (11. April 1946 – 24. November 1951)
- Melchior Chang Ko-Hing (24. November 1951 – 6. November 1988)
- Andrew Hao Jinli (1988 – 9. März 2011)